# この地球のどこかで
「この地球のどこかで」（このちきゅうのどこかで）は、若松歓の作曲、三浦恵子の作詞による合唱曲である。1998年に発表された。

## 概要
小学校・中学校などの卒業式や合唱コンクールで良く歌われる曲である。